# Rudawka
Rudawka Lengyelország délkeleti részén, a Kárpátaljai vajdaságban, a Przemyśl járásban, Gmina Bircza község területén található település, közel a lengyel–ukrán határhoz.A település a járás központjától, Przemyśltől 25 kilométernyire délnyugatra található és a vajdaság központjától, Rzeszówtól 49 kilométernyire található délkeleti irányban.
A település határában folyik a Stupnica-patak, amely a San-folyó egyik mellékfolyója.

## Történelme
A falu első írásos említése 1485-ből származik.
Az 1510-es összeírás alapján a faluban 5 hűbéres fizetett adót, volt egy malom és 100 birka az itt élők tulajdonában.
A 18. és a 19. században a falu lakói a közeli üveggyárban dolgoztak. A 19. század elején a falu az osztrák Schmid család birtoka volt.
1945. november 29-én a település épületeit az ukrán csapatok felgyújtották.  
A település 1975 és 1998 közt a Przemyśl vajdasághoz tartozott, majd az 1998-as önkormányzati átalakításokat követően a Kárpátaljai vajdaság része lett.

## Demográfia
Rudawka település lélekszáma az alábbiak szerint alakult az idők során:
- 1796 -185 fő
- 1840 -374 fő
- 1859 -385 fő
- 1879 -432 fő
- 1899 -507 fő
- 1923 -539 fő
- 1929 -840 fő
- 1938 -843 fő

## Fordítás
Ez a szócikk részben vagy egészben  a   Rudawka című angol Wikipédia-szócikk ezen változatának fordításán alapul.  Az eredeti cikk szerkesztőit annak laptörténete sorolja fel. Ez a jelzés csupán a megfogalmazás eredetét és a szerzői jogokat jelzi, nem szolgál a cikkben szereplő információk forrásmegjelöléseként.
Ez a szócikk részben vagy egészben  a   Rudawka című lengyel Wikipédia-szócikk ezen változatának fordításán alapul.  Az eredeti cikk szerkesztőit annak laptörténete sorolja fel. Ez a jelzés csupán a megfogalmazás eredetét és a szerzői jogokat jelzi, nem szolgál a cikkben szereplő információk forrásmegjelöléseként.